# Busto di principessa

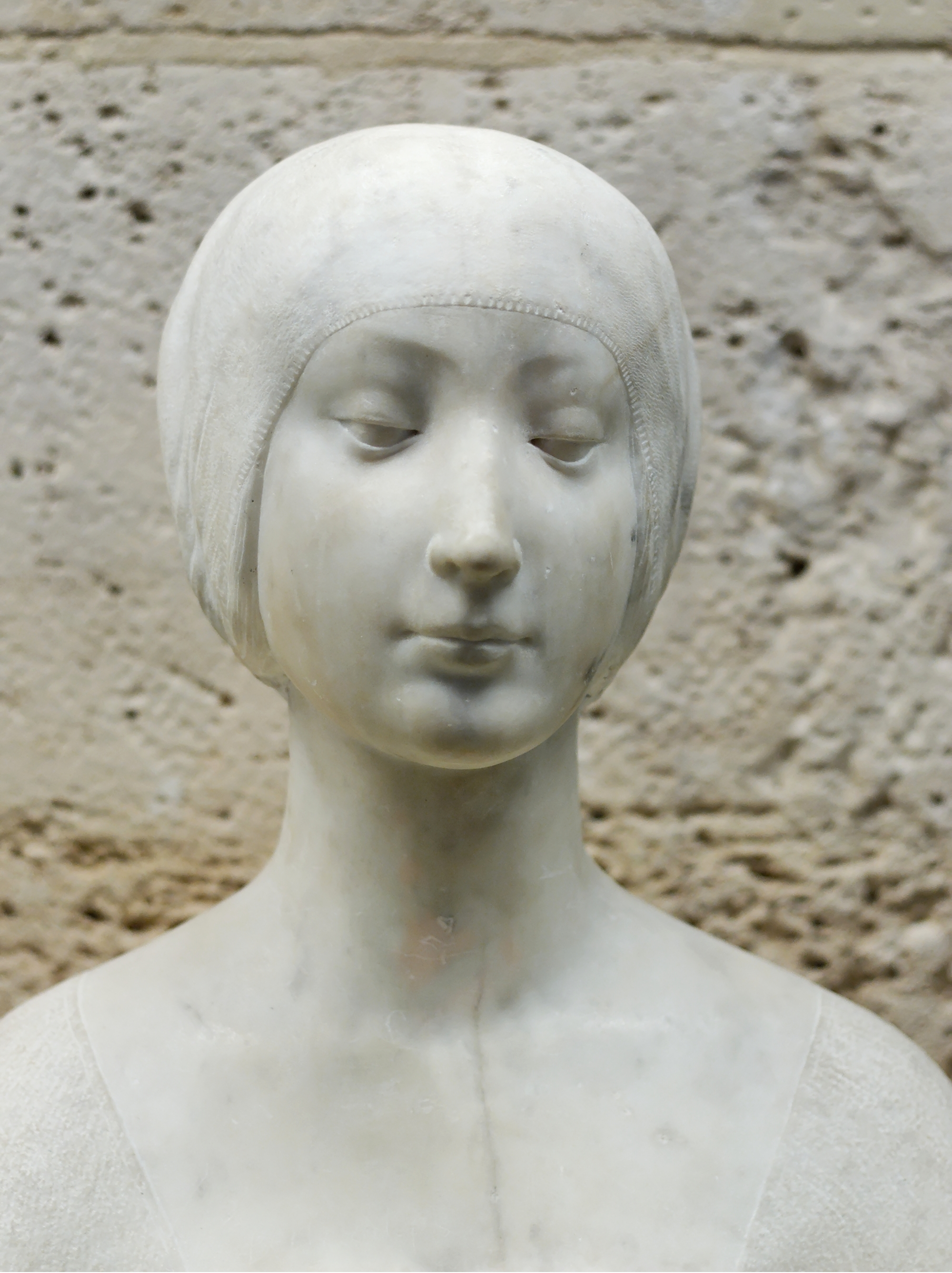
Dettaglio

Il Busto di principessa è una scultura marmorea (44x44x24 cm), realizzata da Francesco Laurana intorno al 1468 e custodita nel Museo del Louvre di Parigi.

## Storia
Non si conoscono le circostanze della commissione e la provenienza originaria del busto, che viene di solito messo in relazione, per le evidenti analogie formali e stilistiche, con il Ritratto di Eleonora d'Aragona, oggi a palazzo Abatellis di Palermo, databile al 1468.
Già facente parte nel 1793 delle collezioni della famiglia De Condé nello château d'Écouen, arrivò al Louvre nel 1818.

## Descrizione e stile
Il finissimo ritratto femminile è raffigurato come un busto comprendente le spalle, tagliato all'altezza del petto. I capelli sono raccolti in velo che nasconde le orecchie e dà alla forma della testa un aspetto più levigato. L'effigie è caratterizzata da una bellezza levigata e rarefatta, dove i tratti somatici sono ridotti all'essenziale, sviluppando il senso di sintesi e purezza geometrica delle forme. Lo studio geometrico è testimoniato anche dall'inscrivibilità del ritratto in un ideale quadrato, avente base e altezza di 44 cm. Tale principio di idealizzazione si avvicina alle opere di Piero della Francesca, che lo scultore aveva forse visto in gioventù a Urbino.